# 尼果乡
尼果乡（藏語：ཉི་སྒོ་），是中华人民共和国西藏自治区日喀则市昂仁县下辖的一个乡镇级行政单位。

## 行政区划
尼果乡下辖以下地区：
坚地村、沙纳村、夏卡村、夏嘎村、门钦村和尼果村。